# Gran Premio di Cina 2007
Il Gran Premio di Cina 2007 si è svolto il 7 ottobre 2007 sul Circuito di Shanghai. La gara è stata vinta da Kimi Räikkönen su Ferrari (duecentesima vittoria iridata del cavallino), davanti a Fernando Alonso su McLaren e all'altro ferrarista Felipe Massa. In questa occasione il britannico Lewis Hamilton, alla sua stagione d'esordio, avrebbe potuto vincere il campionato mondiale ma, a causa di una sosta ai box non effettuata per ordine del team, le gomme eccessivamente usurate hanno provocato l'errore del pilota mentre approcciava la corsia box. Inoltre è stata l'ultima gara per Alexander Wurz in Formula 1; quest'ultimo annuncia di non prendere parte all'ultima gara in Brasile e sarà sostituito da Kazuki Nakajima, figlio dell'ex pilota Satoru.

## Vigilia
L'esordiente Lewis Hamilton, pilota della McLaren, ha l'occasione di vincere il titolo mondiale nella stagione d'esordio in Formula 1. Escludendo Nino Farina, che vinse il campionato inaugurale, il britannico ha l'occasione di diventare il primo campione del mondo esordiente in assoluto.
Arriva all'appuntamento con 12 punti di vantaggio sul compagno di squadra Fernando Alonso e 17 sul ferrarista Kimi Räikkönen.
Tenendo conto dei possibili arrivi a pari punti, Lewis Hamilton può diventare campione del mondo con una gara d'anticipo se:
- vince
- arriva secondo e Alonso non vince
- arriva terzo e Alonso non termina la gara davanti a lui
- arriva quarto e Alonso arriva terzo
- arriva quinto e Alonso arriva quarto
- arriva sesto, Alonso arriva quinto e Räikkönen arriva secondo
- arriva settimo, Alonso arriva sesto e Räikkönen arriva secondo
- arriva ottavo, Alonso arriva settimo e Räikkönen arriva terzo
- arriva nono o peggio, Alonso arriva ottavo e Räikkönen arriva terzo

## Qualifiche

### Risultati
| Pos | Nome                 | Team               | Q1       | Q2       | Q3       | Griglia |
| --- | -------------------- | ------------------ | -------- | -------- | -------- | ------- |
| 1   | Lewis Hamilton       | McLaren-Mercedes   | 1:35.798 | 1:35.898 | 1:35.908 | 1       |
| 2   | Kimi Räikkönen       | Ferrari            | 1:35.692 | 1:35.381 | 1:36.044 | 2       |
| 3   | Felipe Massa         | Ferrari            | 1:35.792 | 1:35.796 | 1:36.221 | 3       |
| 4   | Fernando Alonso      | McLaren-Mercedes   | 1:35.809 | 1:35.845 | 1:36.576 | 4       |
| 5   | David Coulthard      | Red Bull-Renault   | 1:36.930 | 1:36.252 | 1:37.619 | 5       |
| 6   | Ralf Schumacher      | Toyota             | 1:37.135 | 1:36.709 | 1:38.013 | 6       |
| 7   | Mark Webber          | Red Bull-Renault   | 1:37.199 | 1:36.602 | 1:38.153 | 7       |
| 8   | Nick Heidfeld        | BMW Sauber         | 1:36.737 | 1:36.217 | 1:38.455 | 8       |
| 9   | Robert Kubica        | BMW Sauber         | 1:36.309 | 1:36.116 | 1:38.472 | 9       |
| 10  | Jenson Button        | Honda              | 1:37.092 | 1:36.771 | 1:39.285 | 10      |
| 11  | Vitantonio Liuzzi    | Toro Rosso-Ferrari | 1:37.047 | 1:36.862 |          | 11      |
| 12  | Sebastian Vettel     | Toro Rosso-Ferrari | 1:37.006 | 1:36.891 |          | 17      |
| 13  | Jarno Trulli         | Toyota             | 1:37.209 | 1:36.959 |          | 12      |
| 14  | Heikki Kovalainen    | Renault            | 1:37.225 | 1:36.991 |          | 13      |
| 15  | Anthony Davidson     | Super Aguri-Honda  | 1:37.203 | 1:37.247 |          | 14      |
| 16  | Nico Rosberg         | Williams-Toyota    | 1:37.144 | 1:37.483 |          | 15      |
| 17  | Rubens Barrichello   | Honda              | 1:37.251 |          |          | 16      |
| 18  | Giancarlo Fisichella | Renault            | 1:37.290 |          |          | 18      |
| 19  | Alexander Wurz       | Williams-Toyota    | 1:37.456 |          |          | 19      |
| 20  | Takuma Satō          | Super Aguri-Honda  | 1:38.218 |          |          | 20      |
| 21  | Adrian Sutil         | Spyker-Ferrari     | 1:38.668 |          |          | 21      |
| 22  | Sakon Yamamoto       | Spyker-Ferrari     | 1:39.336 |          |          | 22      |

## Gara

### Risultati
| Pos | N. | Pilota               | Team               | Giri | Tempo/Ritiro                         | Griglia | Punti |
| --- | -- | -------------------- | ------------------ | ---- | ------------------------------------ | ------- | ----- |
| 1   | 6  | Kimi Räikkönen       | Ferrari            | 56   | 1:37:58.395                          | 2       | 10    |
| 2   | 1  | Fernando Alonso      | McLaren-Mercedes   | 56   | +9"806                               | 4       | 8     |
| 3   | 5  | Felipe Massa         | Ferrari            | 56   | +12"891                              | 3       | 6     |
| 4   | 19 | Sebastian Vettel     | Toro Rosso-Ferrari | 56   | +53"509                              | 17      | 5     |
| 5   | 7  | Jenson Button        | Honda              | 56   | +1'08"666                            | 10      | 4     |
| 6   | 18 | Vitantonio Liuzzi    | Toro Rosso-Ferrari | 56   | +1'13"673                            | 11      | 3     |
| 7   | 9  | Nick Heidfeld        | BMW Sauber         | 56   | +1'14"224                            | 8       | 2     |
| 8   | 14 | David Coulthard      | Red Bull-Renault   | 56   | +1'20"750                            | 5       | 1     |
| 9   | 4  | Heikki Kovalainen    | Renault            | 56   | +1'21"186                            | 13      |       |
| 10  | 15 | Mark Webber          | Red Bull-Renault   | 56   | +1'24"685                            | 7       |       |
| 11  | 3  | Giancarlo Fisichella | Renault            | 56   | +1'26"683                            | 18      |       |
| 12  | 17 | Alexander Wurz       | Williams-Toyota    | 55   | +1 giro                              | 19      |       |
| 13  | 12 | Jarno Trulli         | Toyota             | 55   | +1 giro                              | 12      |       |
| 14  | 22 | Takuma Satō          | Super Aguri-Honda  | 55   | +1 giro                              | 20      |       |
| 15  | 8  | Rubens Barrichello   | Honda              | 55   | +1 giro                              | 16      |       |
| 16  | 16 | Nico Rosberg         | Williams-Toyota    | 54   | +2 giri                              | 15      |       |
| 17  | 21 | Sakon Yamamoto       | Spyker-Ferrari     | 53   | +3 giri                              | 22      |       |
| Rit | 10 | Robert Kubica        | BMW Sauber         | 33   | Idraulica                            | 9       |       |
| Rit | 2  | Lewis Hamilton       | McLaren-Mercedes   | 30   | Uscita di pista nell'entrata dei box | 1       |       |
| Rit | 11 | Ralf Schumacher      | Toyota             | 25   | Testacoda                            | 6       |       |
| Rit | 20 | Adrian Sutil         | Spyker-Ferrari     | 24   | Incidente                            | 21      |       |
| Rit | 23 | Anthony Davidson     | Super Aguri-Honda  | 11   | Freni                                | 14      |       |

## Classifiche Mondiali

### Piloti
| Pos | Pilota               | Punti |
| --- | -------------------- | ----- |
| 1   | Lewis Hamilton       | 107   |
| 2   | Fernando Alonso      | 103   |
| 3   | Kimi Räikkönen       | 100   |
| 4   | Felipe Massa         | 86    |
| 5   | Nick Heidfeld        | 58    |
| 6   | Robert Kubica        | 35    |
| 7   | Heikki Kovalainen    | 30    |
| 8   | Giancarlo Fisichella | 21    |
| 9   | Nico Rosberg         | 15    |
| 10  | David Coulthard      | 14    |
| 11  | Alexander Wurz       | 13    |
| 12  | Mark Webber          | 10    |
| 13  | Jarno Trulli         | 7     |
| 14  | Sebastian Vettel     | 6     |
| 15  | Jenson Button        | 6     |
| 16  | Ralf Schumacher      | 5     |
| 17  | Takuma Satō          | 4     |
| 18  | Vitantonio Liuzzi    | 3     |
| 19  | Adrian Sutil         | 1     |

### Costruttori
| Pos | Team              | Punti |
| --- | ----------------- | ----- |
| 1   | Ferrari           | 186   |
| 2   | BMW Sauber        | 94    |
| 3   | Renault           | 51    |
| 4   | Williams-Toyota   | 28    |
| 5   | RBR-Renault       | 24    |
| 6   | Toyota            | 12    |
| 7   | STR-Ferrari       | 8     |
| 8   | Honda             | 6     |
| 9   | Super Aguri-Honda | 4     |
| 10  | Spyker-Ferrari    | 1     |